# Extant
Extant je americký sci-fi seriál z let 2014–2015, jehož autorem je Mickey Fisher. Příběh seriálu se točí okolo astronautky Molly Woodsové (Halle Berryová), která se vrací domů k rodině po 13 osamělých měsících na vesmírné stanici. Zpočátku nic nenasvědčuje tomu, že by něco nebylo v pořádku. To se změní v moment, kdy se původně neplodná Molly dozví, že je těhotná.
Ve dvou řadách vzniklo celkem 26 epizod, které byly v USA premiérově vysílány stanici CBS od 9. července 2014 do 9. září 2015.

## Příběh
Astronautka Molly Woodsová se vrací z 13 měsíční sólo mise na vesmírné stanici Seraphim zpět na Zemi. Vrací se ke svému manželu Johnovi, jež pracuje jako technik a sestrojil jejich robotického syna Ethana. Ethan je prvním prototypem androida, zvaného také Humanich, jehož program stojí na základě učení se díky interakcím s lidmi již od útlého věku. Johnovým cílem je právě to, aby byl Ethan pokud možno co nejvíc jako člověk.
Tomu také napomáhá to, že John a Molly Ethana přijali jako svého syna, kterého kvůli Mollyině nehodě z minulosti nemohou mít. Ethan chodí do školy, učí se jezdit na kole a právě tyto každodenní interakce s lidmi v okolí z něj mají vytvořit stroj, který bude od člověka k nerozeznání. V momentě, kdy Molly po návratu zjistí, že je v počátečním stádiu těhotenství a čeká dítě, začne hon za hledáním odpovědí, spolu s rozplétáním intrik a tajemství.
Molly při pátrání přichází ke zjištěním, že celý incident nejspíše nebyla náhoda, vše bylo velmi dlouho předem naplánované a za vším stojí její vlastní nadřízení. Uvnitř Molly roste něco, co pro určité lidi má větší cenu než cokoliv na světě, a tak se spolu s Jackem a Ethanem hodlají ukrýt, před zcela neznámým nebezpečím.
Tvora uvnitř Molly, neboli ratolest, se zmocní organizace Yasumuto. Ukazuje se, že organizace má s tvorem vlastní plány a celý tento incident je jejím přičiněním. U ratolesti se však projevují nadpřirozené síly, díky kterým se dokáže dostat lidem do hlavy a vytvářet iluze. Ratolest tedy prchá a využívá slabostí všech kolem, aby dosáhl svého cíle.
Molly, přesvědčená o tom, že ratolest je její vlastní syn, se vydává s pomocí svého dávného kolegy z ISEA pátrat po odpovědích a hlavně po svém synovi. Ukazuje se, že ratolest má vlastní agendu a využívá všech dostupných prostředků k tomu, aby ji dostál. Molly se snaží vše zachránit a netuší, že v jejich rukou může ležet osud celého lidstva.

## Obsazení
- Halle Berryová jako Molly Woods, výzkumnice z ISEA, která se záhadně vrátí z vesmírné stanice těhotná.
- Goran Visnjic jako Dr. John Woods, manžel Molly, který stojí za sestrojením Ethana.
- Pierce Gagnon jako Ethan Woods, první prototyp androida třídy Humanich.
- Hiroyuki Sanada jako Hideki Yasumoto, vlastník Yasumoto Corporation.
- Michael O'Neill jako Alan Sparks, ředitel ISEA.
- Grace Gummer jako Julie Gelineau, asistentka Johna Woodse v projektu Humanich.
- Camryn Manheim jako Dr. Sam Bartonová, doktorka zaměstnaná u ISEA, přítelkyně Molly.

## Ukončení seriálu
"CBS, Halle Berryová a producenti se rozhodli Extant druhou sérii ukončit." řekl Glenn Geller, President of CBS Entertainment. Poslední dvojdíl druhé série sledovalo v premiéře přes 4.6 milionu diváků.